# 鋸南町
鋸南町（日语：／ Kyonan machi */?）是千葉縣安房郡的一町，位於千葉縣南部、安房地方西部。往館山市的通勤率為10.4%（平成22年國勢調査）。

## 地理
北端與富津市的交界有著名靈場鋸山。南端有伸入浦賀水道的西崎（西ヶ崎）。海岸線起伏大，因而形成保田、勝山等漁港。此外勝山沖有浮島等島嶼、岩礁。內陸山區是房總丘陵的一部分。

### 鄰接自治體
- 鴨川市
- 富津市
- 南房總市

## 歷史

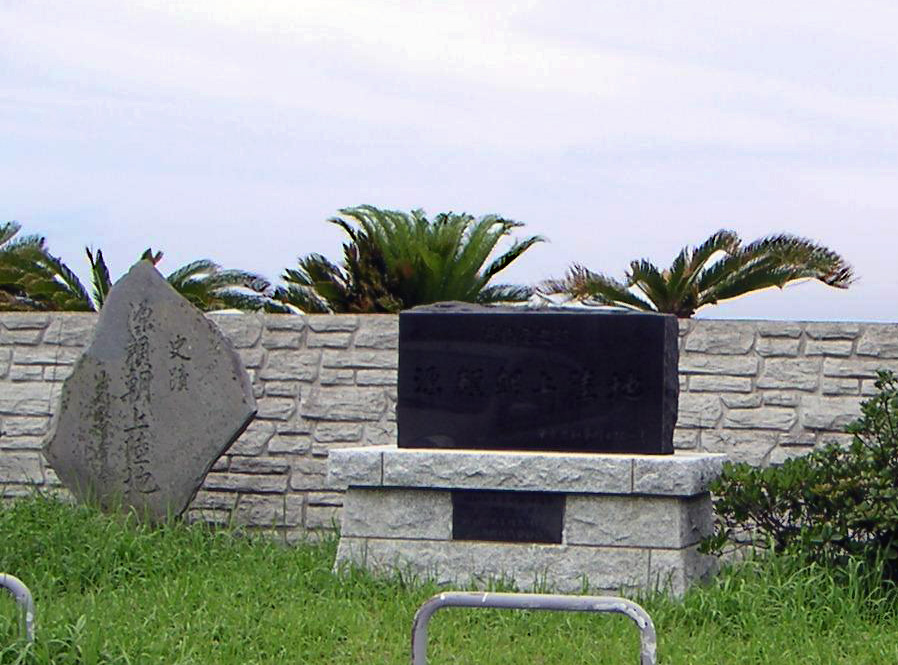
源賴朝上陸地

治承4年（1180年），石橋山之戰戰敗的源賴朝從現在的神奈川縣真鶴町出海，於安房國平北郡獵島（現在龍島附近）登陸。現在龍島海岸立有賴朝上陸之碑，並列入千葉縣史跡。
鋸南町的保田是浮世繪師菱川師宣的出身地。師宣死後，其子孫回到保田開設紺屋。

### 沿革
- 1959年（昭和34年）3月30日 - 勝山町（日语：勝山町 (千葉県)）與保田町（日语：保田町）合併成立。
  - 因位於【鋸】山（日语：鋸山 (千葉県)）【南】部，因而稱為「鋸南」
- 2006年（平成18年）3月20日 - 南房總市成立，本町成為安房郡唯一的自治體。

## 人口
| 鋸南町人口分布圖 |                                               |  |
| 鋸南町與日本全國年齡別人口分布比較圖 （2005年資料） | 鋸南町的年齡、男女別人口分布圖 （2005年資料） |  |
| ■紫色是鋸南町 ■綠色是全国 | ■藍色是男性 ■紅色是女性                       |  |
| 鋸南町人口變化 \| 1970年 \| 13,316人 \| \| \| 1975年 \| 13,067人 \| \| \| 1980年 \| 12,843人 \| \| \| 1985年 \| 12,442人 \| \| \| 1990年 \| 11,696人 \| \| \| 1995年 \| 11,071人 \| \| \| 2000年 \| 10,521人 \| \| \| 2005年 \| 9,778人 \| \| \| 2010年 \| 8,950人 \| \| \| 2015年 \| 8,022人 \| \| \| 2020年 \| 6,993人 \| \| |                                               |  |
| 資料來源：日本總務省統計中心提供之人口普查數據 |                                               |  |
| 1970年 | 13,316人                                      |  |
| 1975年 | 13,067人                                      |  |
| 1980年 | 12,843人                                      |  |
| 1985年 | 12,442人                                      |  |
| 1990年 | 11,696人                                      |  |
| 1995年 | 11,071人                                      |  |
| 2000年 | 10,521人                                      |  |
| 2005年 | 9,778人                                       |  |
| 2010年 | 8,950人                                       |  |
| 2015年 | 8,022人                                       |  |
| 2020年 | 6,993人                                       |  |

## 行政

### 町長
白石治和（しらいし はるかず，第六任）

## 產業

### 漁業
- 保田漁港
- 勝山漁港（日语：勝山漁港）
- 岩井袋漁港

### 農業
- 花卉
- 酪農

### 工業
- 採石業

## 教育

### 小學校
- 鋸南町立鋸南小學校

### 中學校
- 鋸南町立鋸南中學校[1]

### 其他
- 葛飾區立養護學校
- 保田潮騷（しおさい）學校

## 交通

### 鐵路
東日本旅客鐵道（JR東日本）
- 內房線：保田站 - 安房勝山站

### 路線巴士

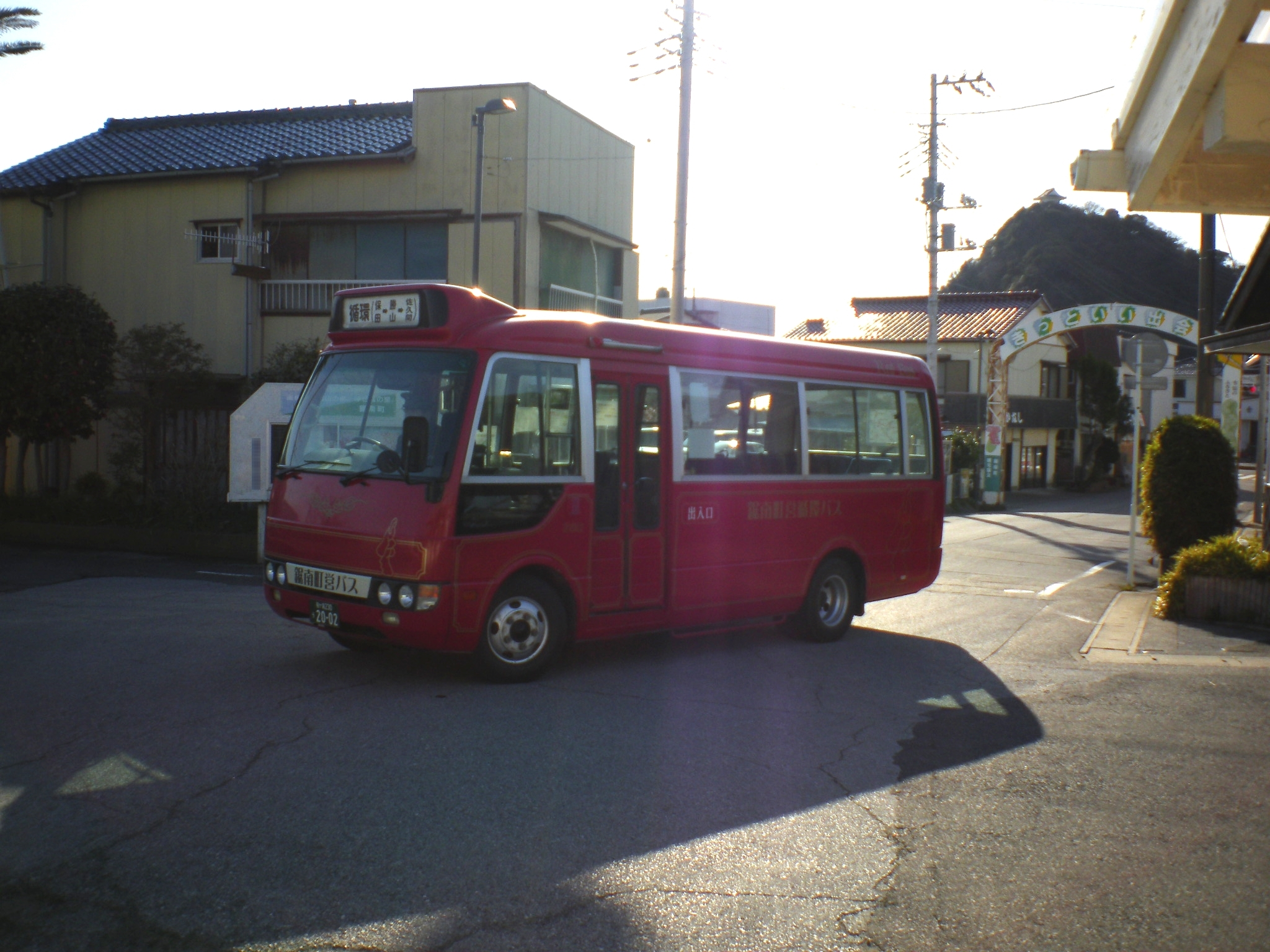
町營循環巴士

- 鋸南町營循環巴士《紅巴士、藍巴士》
- 鴨川日東巴士（日语：鴨川日東バス）

### 道路
- 國道
  - 國道127號（日语：国道127号）
- 收費道路
  - 富津館山道路
- 主要地方道
  - 千葉縣道34號鴨川保田線（日语：千葉県道34号鴨川保田線）
- 一般縣道
  - 千葉縣道184號外野勝山線（日语：千葉県道184号外野勝山線）
  - 千葉縣道238號保田停車場線（日语：千葉県道238号保田停車場線）
- 道之驛
  - 道之驛鋸南（日语：道の駅きょなん）

## 姊妹都市
- 長野縣辰野町

## 名勝、古蹟、觀光地、祭典、活動

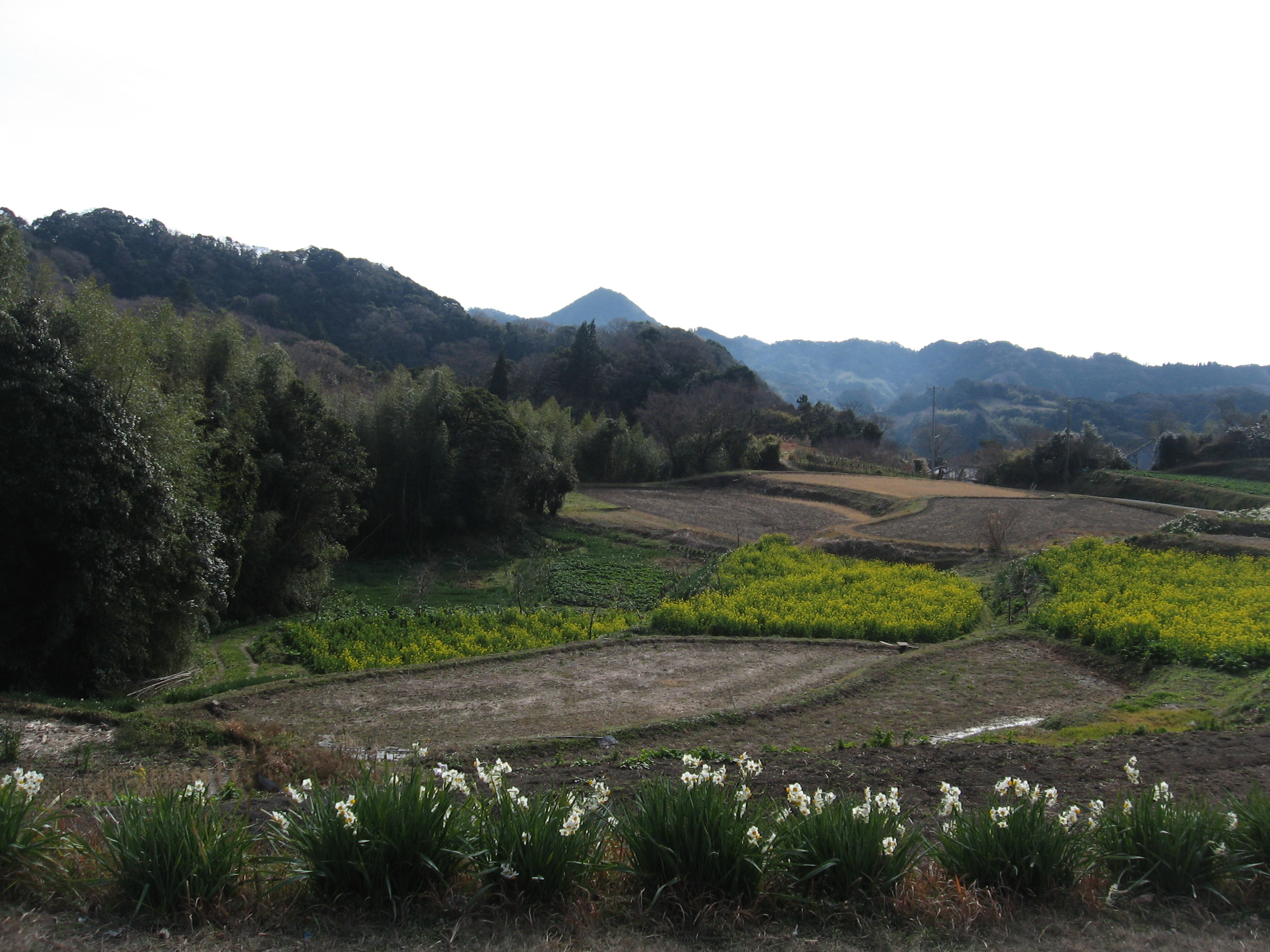
大崩水仙鄉

- 昇龍寺 - 曹洞宗。菱川師宣家的檀那寺（只至師宣該代）。
- 存林寺 - 曹洞宗。菱川家檀那寺。師宣之孫重嘉繼承叔父佐次兵衛之家，以後菱川家的檀那寺。
- 別願院 - 淨土宗。菱川師宣墓所所在地。原墓於元祿16年（1703年）遭到因地震引起的海嘯沖毀，現為重建後的新墓。
- 菱川師宣紀念館（日语：菱川師宣記念館）
- 鋸山（日语：鋸山 (千葉県)）
- 明鐘岬（日语：明鐘岬）
- 日本寺（日语：日本寺 (鋸南町)） - 日本寺大佛（日语：日本寺大仏）
- 佐久間水壩 - 賞花景點。
- 道之驛鋸南（日语：道の駅きょなん）
- 水仙 - 町內多處栽種日本寒水仙，每年12月至2月舉行「水仙祭」。江月水仙路（江月水仙ロード）、大崩水仙鄉（をくづれ水仙郷）、佐久間水壩親水公園等皆是水仙景點。
- 勝山祭（勝山の祭り）
- 保田海岸 - 日本海水浴[2]發源地。

## 外部連結
- 鋸南町 （页面存档备份，存于）

1. ↑  . www.town.kyonan.chiba.jp.   [2024-12-07]. （原始内容存档于2024-12-08）.
2. ↑  . www.town.kyonan.chiba.jp.   [2024-12-07]. （原始内容存档于2024-12-08）.